# Blackburn B-26 Botha
Pour les articles homonymes, voir B26.
Le Blackburn B-26 Botha est un avion de reconnaissance bimoteur qui fut aussi utilisé comme bombardier et torpilleur pendant la Seconde Guerre mondiale.

## Historique
Il est d'origine sous-motorisé et a connu une série d'accidents inexpliquée lors de son entrée en service en 1940.
Même une augmentation des performances des moteurs Perseus à 944 ch sur les versions suivantes ne pourrait pas rendre le modèle adapté à des missions en première ligne. 
Sur les 580 exemplaires livrés entre 1939 et 1942 en majorité pour les unités du Royal Auxiliary Air Force (en) du Coastal Command, 120 ont été perdus dans des accidents; l'avion n'a jamais vu de véritable mission de combat et a été transféré en 1942 dans les écoles de pilotage. Il est retiré en 1944.